# Politique au Soudan du Sud

Bulletin de vote utilisé lors du référendum pour l'indépendance du Soudan du Sud

La politique au Soudan du Sud se réfère au système de gouvernement, aux personnes, organisations et consultations électorales de la République du Soudan du Sud, un pays d'Afrique de l'Est.

## Histoire
Après plusieurs décennies de guerre civile qui a été l'une des plus longues et plus meurtrières guerres du XXe siècle (la Première Guerre civile soudanaise et la Seconde Guerre civile soudanaise), entre le gouvernement et l'armée soudanais majoritairement musulmans et arabes et originaires du Nord, et les rebelles noirs chrétiens de l'APLS et animistes du Sud, qui exigeaient une plus grande autonomie régionale, un accord de paix, connu sous le nom d'accord de Naivasha est signé le 9 janvier 2005 à Naivasha au Kenya, donnant une autonomie au Soudan du Sud dans le cadre de la République du Soudan.
John Garang, l'ancien chef rebelle de l'Armée populaire de libération du Soudan, devient alors, le 9 juillet suivant président du gouvernement autonome du Soudan du Sud et premier vice-président de la République du Soudan. Une première constitution pour la région autonome est adoptée en décembre 2005.
Le 30 juillet 2005, John Garang meurt dans un accident d'hélicoptère en Ouganda, et son vice-président, Salva Kiir Mayardit, devient le deuxième président du gouvernement autonome du Soudan du Sud et premier vice-président de la République du Soudan. Riek Machar devient vice-président du Soudan du Sud le 11 août suivant.
En décembre 2019, Salva Kiir et Riek Machar, se mettent d'accord pour former un gouvernement d'union nationale à la fin du mois de février 2020.

## Référendum sur l'indépendance
Ce référendum sur l'indépendance s'est tenu du 9 au 15 janvier 2011. Près de trois millions de personnes se sont inscrites sur les listes électorales pour cette consultation. En prévision de celui-ci, plus de 50 000 Sud-Soudanais installés jusqu'ici au Nord sont déjà définitivement retournés dans leurs villages d'origine. Face aux suffrages qui approuvent massivement l'option « sécessionniste », le président soudanais el-Béchir a annoncé plusieurs fois qu'il s'inclinerait devant le verdict des urnes.
Lors de la clôture du scrutin, le taux de participation était évalué à plus de 80 % des électeurs inscrits, alors qu'un taux de 60 % avait été préalablement fixé pour valider les résultats du vote. Les résultats définitifs validés par la Commission référendaire chargée d'organiser le scrutin donnent le « oui » gagnant par 98,83 % parmi les 3 837 406 votes valides, dont seulement 44 888, soit 1,17 %, étaient en faveur du maintien de l'unité avec le Nord.

## Pouvoir exécutif
| Fonction                                | Nom         | Parti | Depuis          |
| --------------------------------------- | ----------- | ----- | --------------- |
| Président de la République              | Salva Kiir  | MPLS  | 9 juillet 2011  |
| Premier vice-président de la République | Riek Machar |       | 22 février 2020 |

## Ministères
Le 20 août 2011, le président Salva Kiir décrète la création des ministères qui formeront le cabinet national du Soudan du Sud:
1. Ministère des Affaires du cabinet
2. Ministère de la Défense et des Vétérans
3. Ministère des Affaires étrangères et de la Coopération internationale
4. Ministère du Bureau de la présidence
5. Ministère de la Sécurité nationale
6. Ministère de la Justice
7. Ministère de l'Intérieur
8. Ministère des Affaires parlementaires
9. Ministère des Finances et de la Planification économique
10. Ministère du Travail, du Service public et du Développement des ressources humaines
11. Ministère du Commerce, de l'Industrie et de l'Investissement
12. Ministère de l'Information et des Communications
13. Ministère de la Santé
14. Ministère de l'Agriculture et des Forêts
15. Ministère des Routes et des Ponts
16. Ministère des Transports
17. Ministère de l'Éducation générale et de l'Instruction
18. Ministère de l'Enseignement supérieur, de la Science et de la Technologie
19. Ministère de l'Environnement
20. Ministère de l'Habitation et de l'Aménagement du territoire
21. Ministère des Télécommunications et du Service postal
22. Ministère du Pétrole et des Mines
23. Ministère de l'Électricité et des Barrages
24. Ministère du Genre, de l'Enfance et de l'Aide sociale
25. Ministère des Affaires humanitaires et de la Gestion des désastres
26. Ministère des Ressources hydriques et de l'Irrigation
27. Ministère de la Conservation de la nature et du Tourisme
28. Ministère des Ressources animales et des Pêcheries
29. Ministère de la Culture, de la Jeunesse et des Sports